# عالم (دبی)

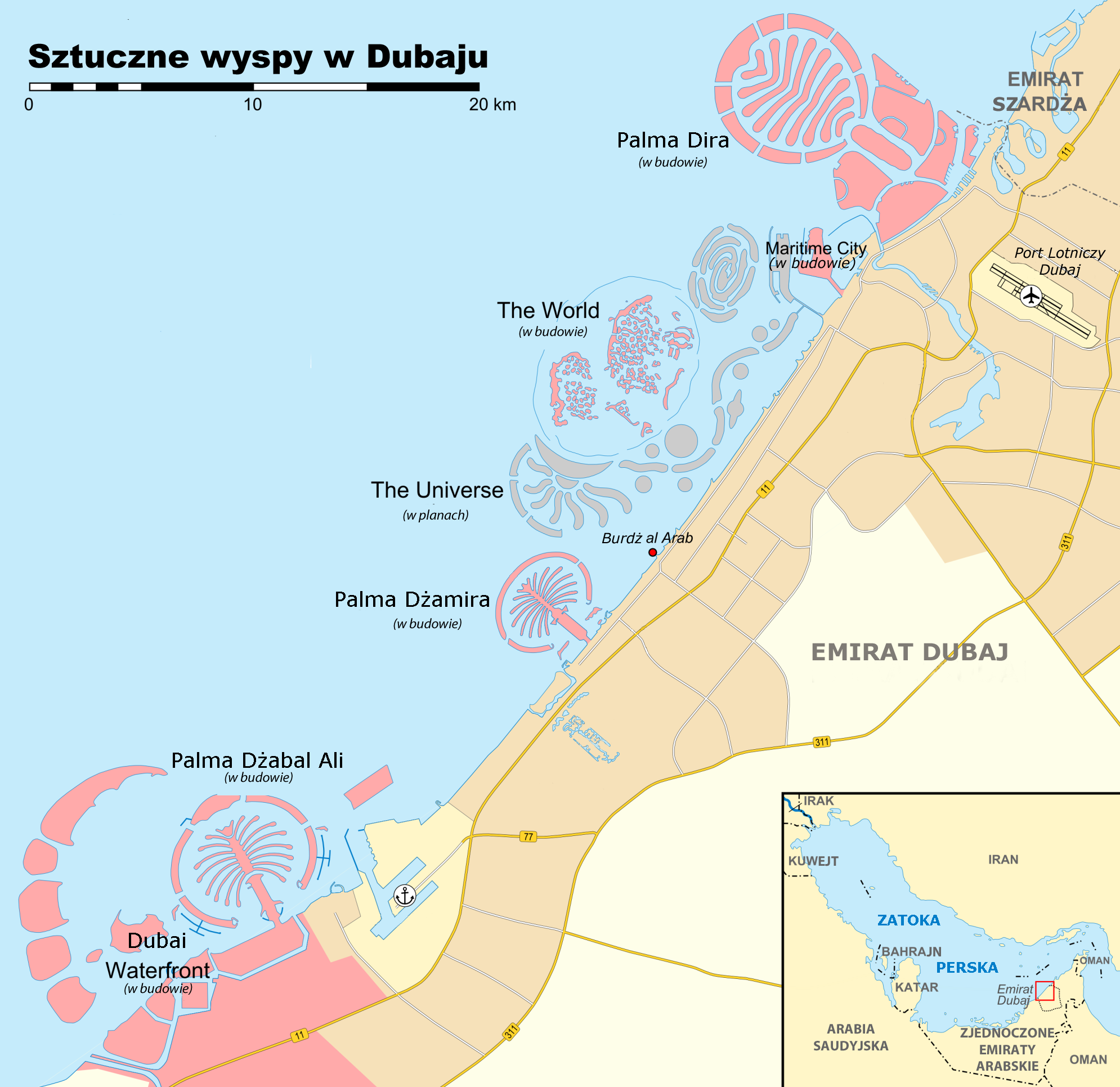
مجمع جزایر مصنوعی دبی از روی نقشه

عالَم یا دی یونیوِرس (به انگلیسی: The Universe) نام یک مجمع‌الجزایر مصنوعی (ساخت بشر) در دبی، امارات متحده عربی است که به شکل کهکشان راه شیری و سامانه خورشیدی طرّاحی شده است. این مجموعه در خلیج فارس واقع شده است. 
این پروژه در سال ۲۰۰۸ میلادی توسط شرکت نخیل، شرکتی که ساخت پروژه‌های بزرگی همچون نخل جمیرا، نخل دیره، نخل جبل علی و جهان را در کارنامهٔ خود دارد آغاز شد. پیش‌بینی شده‌است که این پروژه بین سال‌های ۲۰۲۳ تا ۲۰۲۸ میلادی به اتمام برسد. 
اما در سال ۲۰۰۹ پروژه به صورت موقّتی متوقّف شد و در وب‌گاه رسمی شرکت نخیل از آن با «پروژه‌ای در آینده» نام برده شد.
در صورت اتمام، این پروژه ۳،۰۰۰ هکتار خشکی ایجاد می‌شود.
مکان مجمع‌الجزایر عالم در بین نخل جمیرا، جزایر جهان، منطقهٔ ساحلی جمیرا و نخل دیره قرار دارد.